# Comfort (Texas)
Comfort es un lugar designado por el censo ubicado en el condado de Kendall en el estado estadounidense de Texas. En el Censo de 2010 tenía una población de 2.363 habitantes y una densidad poblacional de 281,94 personas por km².

## Geografía
Comfort se encuentra ubicado en las coordenadas 29°58′25″N 98°54′6″O / 29.97361, -98.90167. Según la Oficina del Censo de los Estados Unidos, Comfort tiene una superficie total de 8.38 km², de la cual 8.36 km² corresponden a tierra firme y (0.28%) 0.02 km² es agua.

## Demografía
Según el censo de 2010, había 2.363 personas residiendo en Comfort. La densidad de población era de 281,94 hab./km². De los 2.363 habitantes, Comfort estaba compuesto por el 72.79% blancos, el 0.59% eran afroamericanos, el 1.27% eran amerindios, el 0.17% eran asiáticos, el 0.04% eran isleños del Pacífico, el 22.94% eran de otras razas y el 2.2% pertenecían a dos o más razas. Del total de la población el 54.42% eran hispanos o latinos de cualquier raza.